# わが﨟たし悪の華
「わが﨟たし悪の華」（わがろうたしあくのはな）は、宝野アリカと片倉三起也による日本の音楽ユニット・ALI PROJECTの22作目のシングル。2008年7月30日にFlyingDogから発売された。

## 解説
タイトル曲はテレビアニメ『コードギアス 反逆のルルーシュR2』の第2クールエンディングテーマ曲として第13話（2008年7月）より起用されている。『勇侠青春謳』に続くコードギアスへのタイアップとなる。最初は違う曲でのタイアップだったが急遽変更になった（変更前の曲は禁書に収録されている）。コードギアスの主人公・ルルーシュのイメージを通じて「悪の中にある正義」を歌うことをコンセプトとしている。
ジャケットはチェコのチェスキー・クルムロフで撮影された。
2008年の大相撲七月場所（名古屋場所）では初日・7日目・8日目・13日目・14日目・千秋楽に懸賞を出していた。当初は朝青龍の指定懸賞であったが、朝青龍が6日目から休場したため、7日目・14日目は高見盛の指定懸賞となった。

## 曲名
『わが﨟たし悪の華』の「ろう」の漢字表記として「臈」もみられ、宝野アリカ個人サイトなどで確認できる。なお、「﨟」は環境依存文字（JIS X 0213に収録）である。

## 収録曲
（全作詞：宝野アリカ、編曲：片倉三起也）
1. わが﨟たし悪の華 [4:29]
  - テレビアニメ『コードギアス 反逆のルルーシュR2』エンディングテーマ
  - イントロ及び間奏にレオポルド・ゴドフスキー作曲の『ピアノソナタ ホ短調』から第1楽章の旋律が引用されている。
2. 麤皮[10] [4:41]
  - タイトルは中井英夫の最初期の短編、またそのモチーフとなったオノレ・ド・バルザックの同名作品にちなむ。読みは「あらがわ」。
  - サビにエルネスト・レクオーナ作曲の『アフロ＝キューバ舞曲集』から第4曲「黒人秘密結社員の踊り」の旋律が引用されている。
  - ラストにエルネスト・レクオーナ作曲の『La comparsa』の旋律が引用されている。
  - BメロにBUNKER 8 DIGITAL LABS社のソフト音源『HYBRIDIZER 3』より「Cryogenics」が利用されている。その他、同音源よりAメロのバックには「Umberto Slugwa」が利用されている。
3. わが﨟たし悪の華 (instrumental)
4. 麤皮[10] (instrumental)